# タマシダ属
タマシダ属（タマシダぞく、学名：Nephrolepis、ネフロレピス）は、シダ植物門ツルシダ科の一群で、腎臓形の包膜が特徴である。セイヨウタマシダなどの一部の園芸品種は、観葉植物として栽培されている。

## 名称
属名は、和名がタマシダ属である。学名はネフロレピス Nephrolepis といい、ギリシア語で腎臓を意味するネフロス（nephros）と、鱗片を意味するレピス（lepis）の2語を組み合わせて名付けられたもので、包膜が腎臓形であることに由来している。

## 特徴
地生または、樹上や岩の上に生えるシダ植物。根茎は短くて直立し、鱗片をつける。ふつうは、根茎から匍匐枝を伸ばして、随所から根を出して、所々に子株をつくる。タマシダのように、匍匐枝に鱗片に覆われた塊根をつける種もある。
葉は根茎から叢生して多数つける。普通は1回羽状複葉であるが、園芸品種の中には2回羽状複葉から5回羽状複葉になるものもある。葉の羽片と中軸の間に関節があるため、葉が古くなると羽片だけが落ち、中軸だけが残る。

## 利用
観賞価値の高いものが多くあり、観葉植物として栽培される。園芸品種として作出された種も多く、ホウビカンジュの園芸品種‘フルカンス’、タマシダの園芸品種‘ダッフィー’、‘ペチコート’、セイヨウタマシダの園芸品種‘ボストニエンシス’（別名：ボストンタマシダ）、‘マーシャリー’（別名：フサフサシダ）、‘テディ・ジュニア’（別名：ツデー）などがよく知られる。
栽培ではイノモトソウ属（プテリス）とほぼ同じく、やや明るい日陰を好む性質で、直射日光にあてないようにする注意を要する。栽培適温は15度から20度程度の範囲が最適と言われている。越冬は5度から8度程度が必要であるが、タマシダは寒さに強く、凍らせなければ越冬できる。施肥、植え替え、繁殖とも初夏から夏場に行い、用土は排水性の良いものが用いられ、繁殖はふつう株分か匍匐枝に生えた子株で行う。羽片が色あせて落葉し始める頃に、中軸を残さないように葉柄の部分が切り取られて手入れされる。

## 種類
この属のものは世界の熱帯から亜熱帯にかけて約30種ほどあり、日本にもタマシダなど3種が知られている。
- ホウビカンジュ N. biserrata (Swartz) Schott
- タマシダ N. eordifolia (L.) K. Presl
- セイヨウタマシダ N. exaltata (L.) Schott